# Карл Лаутербах
Карл Вільгельм Лаутербах (нім. Karl Wilhelm Lauterbach; нар. 21 лютого 1963) — німецький політик, лікар та економіст у галузі охорони здоров'я. Член СДПН, та з 2005 року депутат Бундестагу Німеччини. З грудня 2021 року — міністр охорони здоров'я Німеччини.